# Stanley Logan
Stanley Logan (Earlsfield, 12 agosto 1885 – New York, 30 gennaio 1953) è stato un attore, regista e sceneggiatore britannico.

## Biografia
Si è sposato due volte, la prima con Alice E. Hirst e la seconda con l'attrice di origini francesi Odette Myrtil.

## Filmografia
- What Would a Gentleman Do? (1918)
- As He Was Born (1919)
- First Lady (1937)
- Love, Honor and Behave (1938)
- Women Are Like That (1938)
- Non siamo soli (We Are Not Alone) (1939)
- Figlio, figlio mio! (My Son, My Son!) (1940)
- Indietro non si torna (Escape to Glory) (1940)
- Women in War (1940)
- Arrivederci in Francia (Arise, My Love) (1940)
- South of Suez (1940)
- Singapore Woman (1941)
- Counter-Espionage (1942)
- Incubo (Nightmare) (1942)
- The Falcon's Brother (1942)
- Two Tickets to London (1943)
- Il ritorno del vampiro (The Return of the Vampire) (1943)
- Around the World (1943)
- Sherlock Holmes (The Spider Woman) (1943)
- Il denaro non è tutto (Higher and Higher) (1943)
- Wilson (1944)
- L'idolo cinese (Three Strangers) (1946)
- Home Sweet Homicide (1946)
- The Challenge (1948)
- Spada nel deserto (Sword in the Desert) (1949)
- La saga dei Forsyte (That Forsyte Woman) (1949)
- Young Daniel Boone (1950)
- Pride of Maryland (1951)
- Tarzan sul sentiero di guerra (Tarzan's Peril) (1951)
- I filibustieri delle Antille (Double Crossbones) (1951)
- L'avventuriera (The Law and the Lady) (1951)
- Operazione Cicero (5 Fingers) (1952)
- La dominatrice del destino (With a Song in My Heart) (1952)
- I miserabili (Les Misérables) (1952)
- Il prigioniero di Zenda (The Prisoner of Zenda) (1952)